# Gessate
Gessate ist eine Gemeinde mit 8788 Einwohnern (Stand 31. Dezember 2023) in der Metropolitanstadt Mailand, Region Lombardei. 
Die Nachbarorte von Gessate sind Cambiago, Masate, Pessano con Bornago, Inzago, Gorgonzola und Bellinzago Lombardo.
Im Gemeindegebiet befindet es sich der U-Bahnhof Gessate.

## Demografie
Gessate zählt 2697 Privathaushalte. Zwischen 1991 und 2001 stieg die Einwohnerzahl von 4693 auf 5508. Dies entspricht einem prozentualen Zuwachs von 17,4 %.